# Вејнсбург (Охајо)
Вејнсбург (енгл. Waynesburg) град је у америчкој савезној држави Охајо.

## Демографија
По попису из 2010. године број становника је 923, што је 80 (-8,0%) становника мање него 2000. године.
| Група             | 2000.       | 2010.       |
| Белци             | 950 (94,7%) | 897 (97,2%) |
| Афроамериканци    | 29 (2,9%)   | 9 (1,0%)    |
| Азијати           | 2 (0,2%)    | 1 (0,1%)    |
| Хиспаноамериканци | 10 (1,0%)   | 6 (0,7%)    |
| Укупно            | 1.003       | 923         |